# 오스만 제국의 국가
오스만 제국은 황실 및 국가적인 경축행사에 쓰이는 의례곡을 13세기부터 사용해 왔으나 19세기 초까지 특별한 왕가(王歌) 및 국가(國歌)는 없었다. 술탄 마흐무드 2세의 치세기간 동안 서양식으로 재조직된 군악대에서 주세페 도니체티를 초청하여 마흐무디예(마흐무드 행진곡) 제작을 위한 준비에 착수했다. 도니체티 파샤는 오스만 제국 최초의 서양식 국가인 마흐무디예의 작곡가로 널리 알려졌다.
오스만 제국은 1844년 탄지마트 개혁으로 두 번째 왕가(王歌)인 메지디예를 첫 번째 국가로 제정했다. 이 때 공식적인 국기(지금의 터키의 국기와 유사함)가 제정되었다.
오스만 제국의 국가가 제정된 이래, 무라트 5세와 메흐메트 6세만 유일하게 자신을 위한 행진곡이 없었다. 무라드 5세는 1876년 3개월 동안 황제로 즉위하는 동안 압뒬메지트 1세가 쓰던 메지디예를, 메흐메트 6세는 마흐무드 2세가 쓰던 마흐무디예를 왕가 및 공식 국가로 사용했다.
오스만 제국의 국가는 1876년부터 1908년까지 사용된 하미디예를 제외하고 대부분 이탈리아인이 작곡했다. 마흐무디예와 메지디예, 아지지예는 가사가 없고 반주만 있었으나, 하미디예와 레사디예에는 가사가 있다.
- 마흐무디예 (Mahmudiye, 1829-1839; 1918-1922) : 주세페 도니체티 (Giuseppe Donizetti) 작곡, 1829년부터 1839년까지 왕가, 1918년부터 1922년까지 공식 국가
- 메지디예 (Mecidiye, 1839-1861; 1876) : 주세페 도니체티 (Giuseppe Donizetti) 작곡, 1839년부터 1861년까지 왕가, 1844년부터 1861년까지 공식 국가, 1876년 한시적으로 왕가 및 공식 국가
- 아지지예 (Aziziye, 1861-1876) : 칼리스토 구아텔리 (Callisto Guatelli) 작곡, 1861년부터 1876년까지 왕가 및 공식 국가
- 하미디예 (Hamidiye, 1876-1908) : 네지프 파샤 (Necip Pasha) 작곡, 1876년부터 1908년까지 왕가 및 공식 국가
- 레사디예 (Resadiye, 1908-1918) : 이탈로 셀벨리 (Italo Selveli) 작곡, 1908년부터 1918년까지 왕가 및 공식 국가

## 같이 보기
- 메흐테르 (오스만 제국 군악대)
- 왕실 국가